# Линчбург (Охајо)
Линчбург (енгл. Lynchburg) град је у америчкој савезној држави Охајо.

## Демографија
По попису из 2010. године број становника је 1.499, што је 149 (11,0%) становника више него 2000. године.
| Група             | 2000.         | 2010.         |
| Белци             | 1.331 (98,6%) | 1.474 (98,3%) |
| Афроамериканци    | 4 (0,3%)      | 0 (0,0%)      |
| Азијати           | 2 (0,1%)      | 0 (0,0%)      |
| Хиспаноамериканци | 1 (0,1%)      | 12 (0,8%)     |
| Укупно            | 1.350         | 1.499         |